# Роса, Исаак
Исаа́к Ро́са Кама́чо (исп.  Isaac Rosa Camacho; род. 1974, Севилья) — испанский писатель.

## Биография
Изучал журналистику в Бадахосе, затем переселился в Мадрид. Ведёт колонку в ежедневной газете Público.
Дебютировал сборником рассказов «Шум мира» (El ruido del mundo; 1998), затем выпустил первый роман «Плохая память» (La mala memoria; 1999), позднее переработанный и переизданный в расширенном и откомментированном виде под названием «Ещё один роман о гражданской войне, будь он проклят!» (¡Otra maldita novela sobre la guerra civil!; 2007). Завоевал известность и признание вторым романом «Никчёмное прошлое» (El vano ayer; 2004), названным критикой «рентгенограммой франкистского режима». За эту книгу Росой были получены Международная премия Ромуло Гальегоса; премия Испанского радио Критический взгляд, Андалусская премия критики. Экранизация Андреса Линареса (2008), а также немецкий перевод книги, вышли под названием «Жизнь в красном свете». В 2008 г. появился третий роман писателя, «Страна страха» (El país del miedo), удостоенный премии Фонда Хосе Мануэля Лары.

## Творчество
Романы писателя, сосредоточенные на темах насилия, страха и памяти о пережитом, привлекли внимание читателей, получили единодушное признание критики. Среди своих ориентиров Роса называет Роберта Музиля, Вирджинию Вулф, Хуана Гойтисоло.

## Книги
- Невидимая рука/ La mano invisible (2011, роман).
- / La habitación oscura (2013, роман).

## Признание
Третьим среди испанских авторов — после Хавьера Мариаса и Энрике Вила-Матаса — был награждён престижной международной премией Ромуло Гальегоса, получил несколько национальных наград. Книги писателя переведены на английский, французский, немецкий, итальянский, каталанский языки.